# Johannes Mathesius
Johannes Mathesius (24. června 1504 Rochlitz, Sasko – 7. října 1565 Jáchymov, Čechy) byl v Čechách naturalizovaný saský evangelický kněz, mineralog, teolog a rektor latinské školy.

## Život

### Učení a studia
Narodil se jako třetí ze čtyř synů bohatého důlního podnikatele Wolfganga Mathesia, člena městské rady v saském Rochlitz, a Kristiny Scheuerfussové. Matka brzy zemřela a Johanna vychovala babička. Čtyři roky navštěvoval obecnou školu v Rochlitz a pokračoval na triviální škole. Ve věku deseti let jej otec poslal do učení na horníka do nově založeného uhelného dolu Rochlitzer Junkerberg a Vogelsang. Tam získal vztah k přírodě a první mineralogické a botanické znalosti. Důl se již v roce 1517 propadl. Od roku 1521 Johannes putoval podle tehdejšího zvyku po školách jako cestující student: V Norimberku žil s příbuznými, navštěvoval latinskou školu a živil se jako sborový zpěvák. Poznal osobnosti jako byl Albrecht Dürer nebo Adam Kraft. O dva roky později odešel do Ingolstadtu studovat teologii na univerzitě, kde pobýval v letech 1523–1525.

### Praxe
V roce 1525 odešel do Mnichova, kde byl zaměstnán jako pomocník knihovníka Casimira na vévodském dvoře, seznámil se s proslulým šaškem Löfflerem vévody Viléma IV., s luterským teologem Michalem Cellariem a s hudebním skladatelem Ludwigem Senflem. V letech 1526–1527 je doložen jako učitel a vychovatel dětí šlechtičny Sabiny z Aueru na zámku Odelzhausen (v okrese Dachau). Rozhodujícím okamžikem v Mathesiově životě bylo čtení kázání Martina Luthera "O dobrých skutcích". 
Rok 1528 strávil v Brucku an der Amper u vzdělaného faráře Zachariase Weixnera. V roce 1529 odešel do Wittenbergu na univerzitu, kde se osobně seznámil s Lutherem a navštěvoval Lutherovy přednášky z teologie, ale studoval také matematiku, fyziku, astronomii, a také  základy hebrejštiny u Matthea Aurogalla (původním jménem Goldhahna), rodáka z Chomutova. S Lutherem odejel do Wormsu. Pak získal místo bakaláře a školského pomocníka v městské škole v Altenburgu.

### Jáchymov

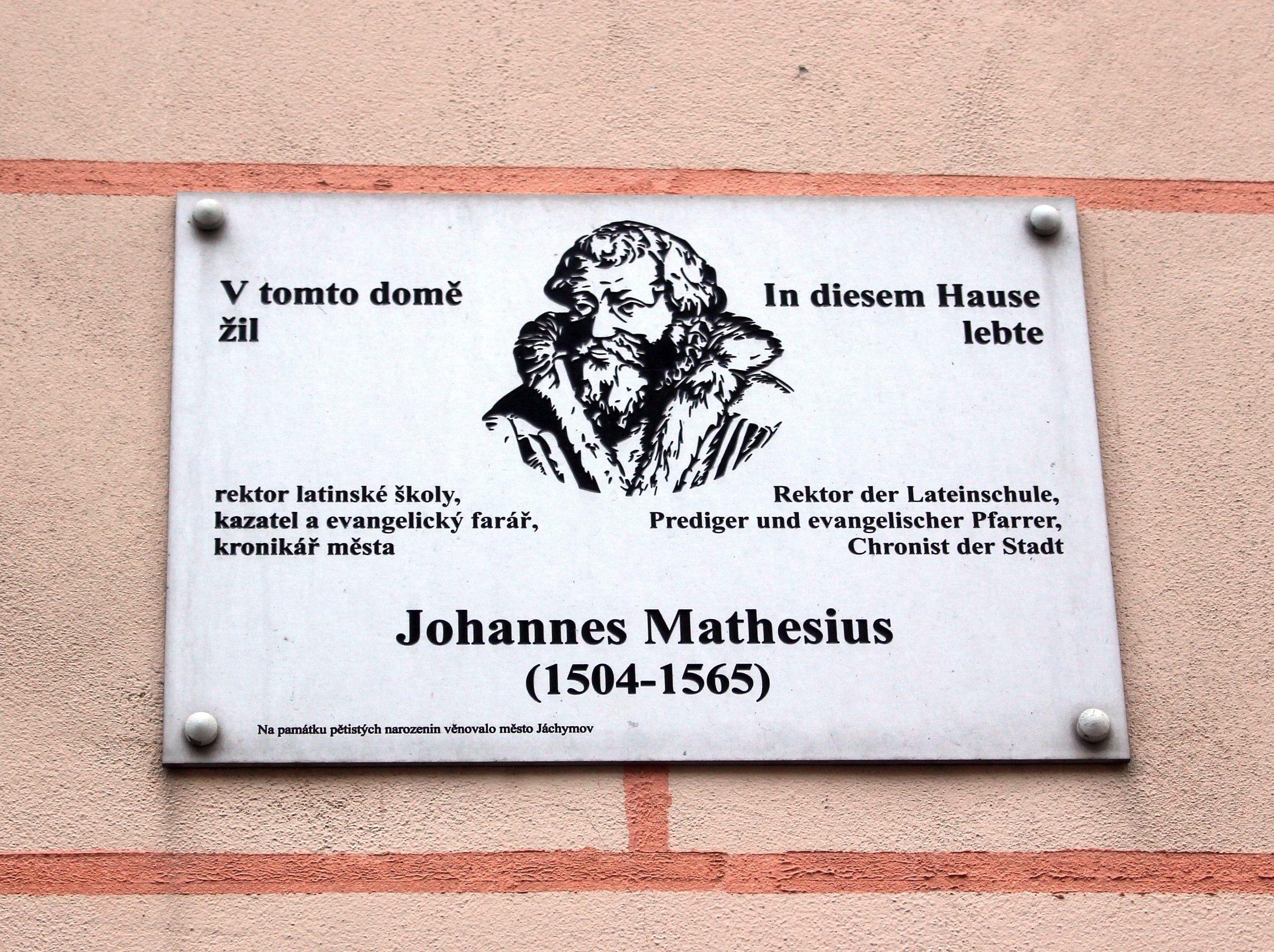
Mathesiova pamětní deska v Jáchymově

Roku 1532 poprvé přijel do Jáchymova a nastoupil jako rektor zdejší školy. V roce 1541 byl jáchymovskou radou povolán do duchovní služby jako evangelický kněz. Šířil zde Lutherovo učení. Téhož roku se oženil s měšťankou Sibyllou Richterovou, dcerou jáchymovského hutního úředníka. Na svatbě jim byli hosty i Jeroným a Jáchym Šlikové. Mezi jeho přátele zde patřili mineralog Georgius Agricola či kantor Nikolaus Herman. Hostil v Jáchymově wittenberského teologa Filipa Melanchthona.
Roku 1545 se stal pastorem a kázal v kostele sv. Jáchyma a sv. Anny, který se tehdy stal prvním luteránským kostelem v Čechách. Do svých kázání zařazoval mimořádné přírodovědecké a technické poznatky z mineralogie, hornictví, hutnictví a řemesel.

## Odkaz
Mathesiovo dílo se šířilo v podobě tisků i po autorově smrti v prostoru německojazyčných evangelických zemí. Jeho duchovní odkaz se stal symbolem náboženské nesnášenlivosti.[zdroj?] Během rekatolizace byl jeho hrob znesvěcen a ostatky rozházeny v Mlýnském údolí (pod městem směrem k Ostrovu). Ve své hornické postile propojoval biblické příběhy s hornickými reáliemi a tyto texty byly v krušnohorské oblasti velmi oblíbeny. Vedl též městskou kroniku.

## Dílo
- 30 svazků obsahujících 1 500 kázání
- Sarepta oder Bergpostill – Sarepta nebo Hornická postila, ve dvaceti kázáních shrnul své poznatky o horninách, důlních dílech a těžbě ve spojení s biblickými příběhy; z let 1552–1562. Vyšlo tiskem v Norimberku, Lipsku. Do roku 1679 tato kniha vyšla 14x. Do češtiny její výbor přeložil Jan Urban roku 1981 (edice Národního technického muzea v Praze, kde také vyšlo německé vydání).
- Kronika města Jáchymova – 1510–1565
- Historie o Martinu Lutherovi, také Kázání o Martinu Lutherovi(Lurtherpredigten) 1566, vydána krátce po Mathesiové smrti a dále opakovaně, stala se tehdy Mathesiovým nejvyhledávanějším spisem

## Genealogie
Ze sňatku, který Johannes uzavřel 4. prosince 1542 se Sybillou († 23. února 1555), dcerou jáchymovského horního úředníka Paula Richtera, vzešlo 5 synů a 3 dcery:
1. Hieronymus Matthesius, lékárník v Hirschbergu
2. Johannes (1544–1607)
3. Paul (1548–1584)
4. Eutichius (17. ledna 1552 – 24. prosince 1565)
5. Kasper (* konec roku 1553/začátek r. 1554–1570)
6. Sybilla, vdaná za Felixe Zimmermanna
7. Christine, vdaná za Johanna Francka, syna Kaspara Franka
8. Margarethe